# Geodis Park
Geodis Park (w przeszłości Nashville SC Stadium; Nashville Fairgrounds Stadium) – stadion piłkarski w Nashville, stolicy stanu Tennessee. Jego użytkownikiem jest klub piłkarski Nashville SC. Został otwarty 1 maja 2022 roku, kiedy został na nim rozegrany mecz między gospodarzami, a Philadelphia Union.

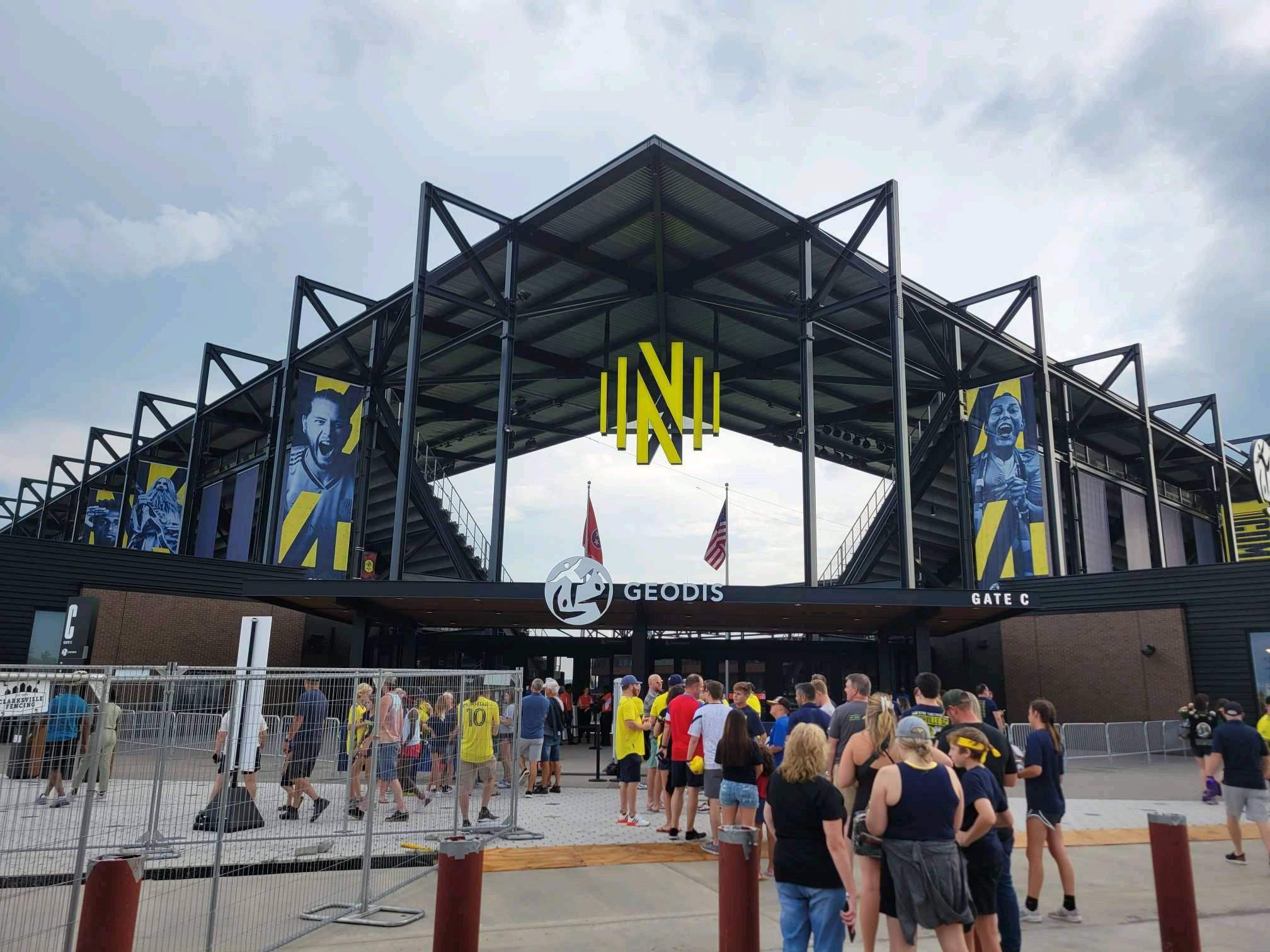
wejście do Geodis Park

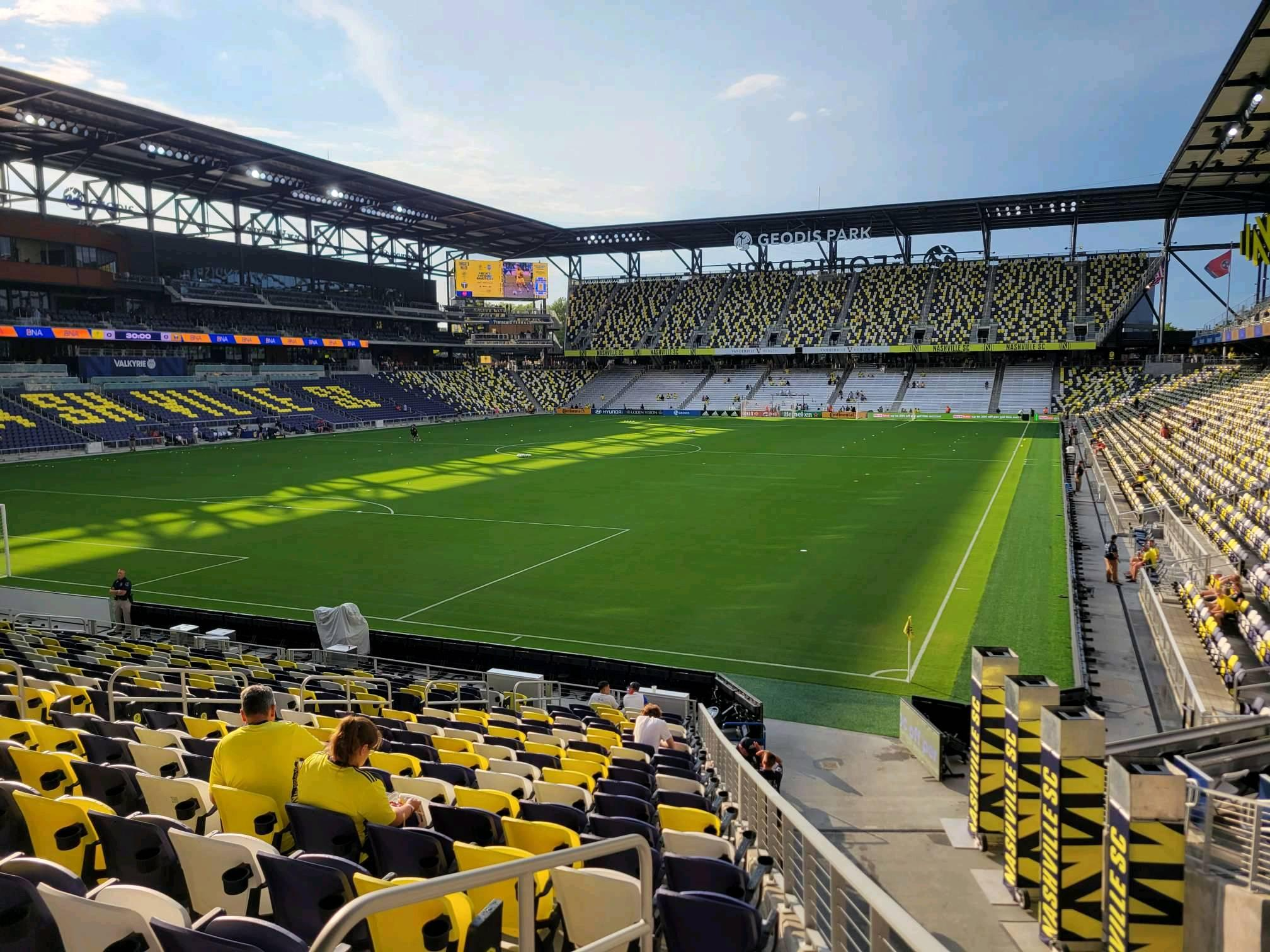
wnętrze stadionu

Stadion może pomieścic 30 000 widzów, co czyni go największym stadionem piłkarskim w Stanach Zjednoczonych.
Koszt budowy pierwotnie był szacowany na 275 milionów dolarów, lecz ostatecznie wyniósł 325-345 milionów dolarów.